# NSG Kellener Altrhein, nur Teilfläche, mit Erweiterung
NSG Kellener Altrhein, nur Teilfläche, mit Erweiterung este o arie protejată (arie specială de conservare — SAC, sit de importanță comunitară — SCI) din Germania întinsă pe o suprafață de 19,49 ha, integral pe uscat.

## Localizare
Centrul sitului NSG Kellener Altrhein, nur Teilfläche, mit Erweiterung este situat la coordonatele 51°48′12″N 6°10′44″E / 51.8033°N 6.1789°E.

## Înființare
Situl NSG Kellener Altrhein, nur Teilfläche, mit Erweiterung a fost declarat sit de importanță comunitară în octombrie 2000 pentru a proteja 1 specie de animale. Situl a fost protejat și ca arie specială de conservare în iunie 2005.

## Biodiversitate
Situată în ecoregiunea atlantică, aria protejată conține 2 habitate naturale: Lacuri eutrofice naturale cu vegetație de tip Magnopotamion sau Hydrocharition, Păduri aluvionare cu Alnus glutinosa și Fraxinus excelsior (Alno-Padion, Alnion incanae, Salicion albae).
La baza desemnării sitului se află o specie protejată de  pești: Cobitis taenia Complex.